# Prinz Kuckuck
Pour plus de détails, voir Fiche technique et Distribution.
Prinz Kuckuck (en français, Prince coucou) est un film allemand réalisé par Paul Leni, sorti en 1919.

## Synopsis
Jeremias Kraker, millionnaire excentrique, a adopté le jeune Henry Felix. À sa mort, Kraker lui laisse tous ses biens. Carl et Berta, les neveu et nièce de Kraker, se sentent floués par le testament. Ils surnomment Henry le « prince coucou », car il fait son nid dans la fortune des Kraker.
Carl feint l'amitié et l'intimité, devient le compagnon de Henry et tente de le séduire dans une débauche sexuelle qui le mènera dans l'abîme social. Quand son plan échoue, Carl commet un assassinat ignoble sur Henry. Henry en échappe, mais Carl meurt alors. Henry reprend les habitudes de son père adoptif et dépense l'argent à tort et à travers.

## Fiche technique
- Titre : Prinz Kuckuck
- Réalisation : Paul Leni
- Scénario : Georg Kaiser d'après le roman d'Otto Julius Bierbaum
- Musique : Friedrich Hollaender
- Direction artistique : Paul Leni, Karl Machus, Otto Moldenhauer (de)
- Directeur de la photographie : Carl Hoffmann
- Pays de production :  République de Weimar
- Genre: Drame
- Production : Hanns Lippmann
- Société de production : Gloria-Film
- Société de distribution : Gloria-Film
- Format : Noir et blanc - 1,33:1
- Durée : 99 minutes
- Date de sortie : 
  - République de Weimar : 26 septembre 1919

## Distribution
- Conrad Veidt : Carl Kraker
- Niels Prien : Henry Felix
- Olga Limburg : Sara Asher
- Magnus Stifter : Prince Vladimir Golkov
- Max Gülstorff : Maître Sturmius
- Paul Biensfeldt : Jeremias Kraker
- Wilhelm Diegelmann : Schirmer, le fermier
- Margarete Kupfer : Sanna Kraker
- Gertrud Wolle : Mme Hauart
- Margarete Schlegel : La fille de la marquise
- Anneliese Halbe : Berta
- Erik Charell : Tiberio

## Source de la traduction
- (de) Cet article est partiellement ou en totalité issu de l’article de Wikipédia en allemand intitulé « Prinz Kuckuck » (voir la liste des auteurs).